# Sandiniés
Sandiniés es una localidad española que pertenece al municipio de Sallent de Gállego, en el Alto Gállego, provincia de Huesca, Aragón. Se enclava en el pirenaico valle de Tena, a 1294 m s. n. m.
Su nombre parece provenir del término francés Saint-Denis, transformándose posteriormente en San Dinés o San Ginés. Aparece documentada su existencia desde finales del siglo XIII y junto con Tramacastilla, Escarrilla, Piedrafita, Búbal y Saqués, conformó hasta 1836 el quiñón de La Partacua, uno de los tres territorios históricos en los que se dividía el valle de Tena.
Entre sus casas de piedra, que suman apenas una treintena, hay muchas que fueron antiguos establos transformados hoy en viviendas destinadas al turismo rural. El núcleo ha sufrido muy pocas alteraciones, conservando el encanto de la aldea de montaña que siempre fue. Junto a la plaza se encuentran dos de los principales atractivos de Sandiniés: la popular fuente-lavadero y la pequeña iglesia parroquial (siglo XVII), erigida sobre un mirador desde el que se divisan imponentes panorámicas.

## Demografía
| Gráfica de evolución demográfica de Sandinies entre 1842 y 1887 |
| |
| Población de derecho según los censos de población del INE Población de hecho según los censos de población del INEEntre el censo de 1857 y el anterior, crece el término del municipio porque incorpora a Escarrilla Entre el censo de 1897 y el anterior, este municipio desaparece porque cambia de nombre y aparece como el municipio Escarrilla |

| 50         | 53 | 47 |
| (Fuente: ) |    |    |

## Fiestas
Sandiniés celebra sus fiestas en torno al 25 de agosto en honor de san Ginés.